# NS série 1300 (vapeur)
Ne doit pas être confondu avec NS série 1300.
Les série 1300 (n°1301 à 1379) sont des locomotives à vapeur de disposition 120 des Nederlandse Spoorwegen conçues pour les trains rapides et semi-directs. Mises en service de 1880 à 1895 pour les Staatsspoorwegen (175 exemplaires) et la Noord-Brabantsch-Duitsche Spoorweg-Maatschappij (nl), elles disparaissent à la fin des années 1930.

## Genèse
L'arrivée du frein Westinghouse aux Pays-Bas permit d'augmenter la vitesse maximum des trains à 90 km/h, faisant naître le besoin de locomotives pour express puis puissantes que celles de la série 101-150 (nl), construites depuis 1872.

## Mise au point
De disposition d'essieux similaire aux locomotives série 101, les locomotives série 300 possèdent une nouvelle chaudière, à foyer Belpaire carré, et un châssis massif dont les longerons extérieurs enserrent les boîtes d'essieux avec une échancrure pour les manetons de la bielle liant les deux essieux moteurs. L'abri de conduite, avec une ouverture en demi-lune, est typiquement britannique.
L'ensemble de la série est assemblé à Manchester par Beyer-Peacock. Au moment de leur livraison, c'étaient les plus grandes locomotives de disposition 120 d'Europe, leur valant le sobriquet de "grote groenen" (grandes vertes).
La base technique de ces machines (type de chaudière et châssis) sera reprise par les locomotives série 800, apparues en 1899.

## Histoire
De 1880 à 1886, Beyer-Peacock produit 97 exemplaires auxquelles s’ajoutent les 398-410 en 1888-1889 et les 411-475 entre 1891 et 1895. La série est renumérotée 1301-1475 lors de la mise en commun des locomotives des compagnies SS et HSM en 1921 donnant, sur papier, naissance aux Nederlandsche Spoorwegen (il faut attendre 1938 pour une fusion complète).

### La 701
En 1891, une locomotive à cylindres compound[Combien ?] est commandée à titre d'essais et numérotée 701. N'apportant pas d'amélioration appréciable en service, elle restera seule en son genre et renumérotée 479 en 1909. Identique aux 301-478 mis à part les cylindres, elle est finalement remise au type en 1924.

### Versions NBDS
La Noord-Brabantsch-Duitsche Spoorweg-Maatschappij (nl) (Société du chemin de fer du Nord-Brabant allemand) qui exploite la ligne Boxtel - Wesel avait fait construire en 1881 et 1887 trois locomotives techniquement semblables numérotées 8-10. Lorsque la compagnie récupère en 1892 le contrat pour les trains postaux vers l'Allemagne, trois copies conformes de "grote groenen" sont demandées à Beyer-Peacock. Afin de disposer immédiatement d'un exemplaire fonctionnel, la 462 des Staatsspoorwegen, en cours de finition, est cédée à la NBDS et numérotée 7. Les deux autres livrées la même année sont numérotées 6 et 11 tandis qu'une nouvelle 462 est construite en remplacement pour les chemins de fer de l’État. Après la nationalisation de la compagnie en 1919-1922, ces trois locomotives sont renumérotées 476-478. Les 8-10, fabriquées en Allemagne, étant un modèle sensiblement différent, elles sont classées dans la série 1200 (nl).

### Fin de carrière
La puissance des locomotives série 300 étant un peu juste face à l'augmentation du poids des trains, les Chemins de fer de l’État mettent au point un nouveau modèle (série 801-935) en reprenant de nombreux éléments en commun. La principale différence est une chaudière timbrée à 11 atm au lieu de 10 et le choix d'un bogie à l'avant, davantage pour des raisons de répartition des masses que de vitesse ; les Pays-Bas se tenant encore à un prudent 90 km/h. Les "grandes vertes" conservent, surtout au début, le service des trains express, parfois en double traction sur les convois les plus lourds, d'autant que les Atlantic série 995-999 prévues pour prendre leur relève sur les trains postaux seront un fiasco sur le plan technique. La multiplication des locomotives série 800 et leur transformation avec une chaudière à surchauffe grignote peu à peu le terrain d'action des série 300/400 d'autant que de nouvelles locomotives bien plus puissantes reprennent le service des express lourds.
On les voit sur des trains omnibus et même de marchandises où leurs grandes roues de plus de 2 m sont inadaptées.
La vague de réforme de la série débute en 1925 et s'achève en 1940.

## Préservation
La n°1326, fabriquée en 1881 et retirée du service en 1936, a été enrichir les collections du musée national des chemins de fer à Utrecht. Endommagée par un bombardement à Rosendael qui toucha l'abri-musée en 1943 puis lors des combats à Maastricht en 1944, elle est restaurée avec la livrée verte et le matricule des Staatsspoorwegen.

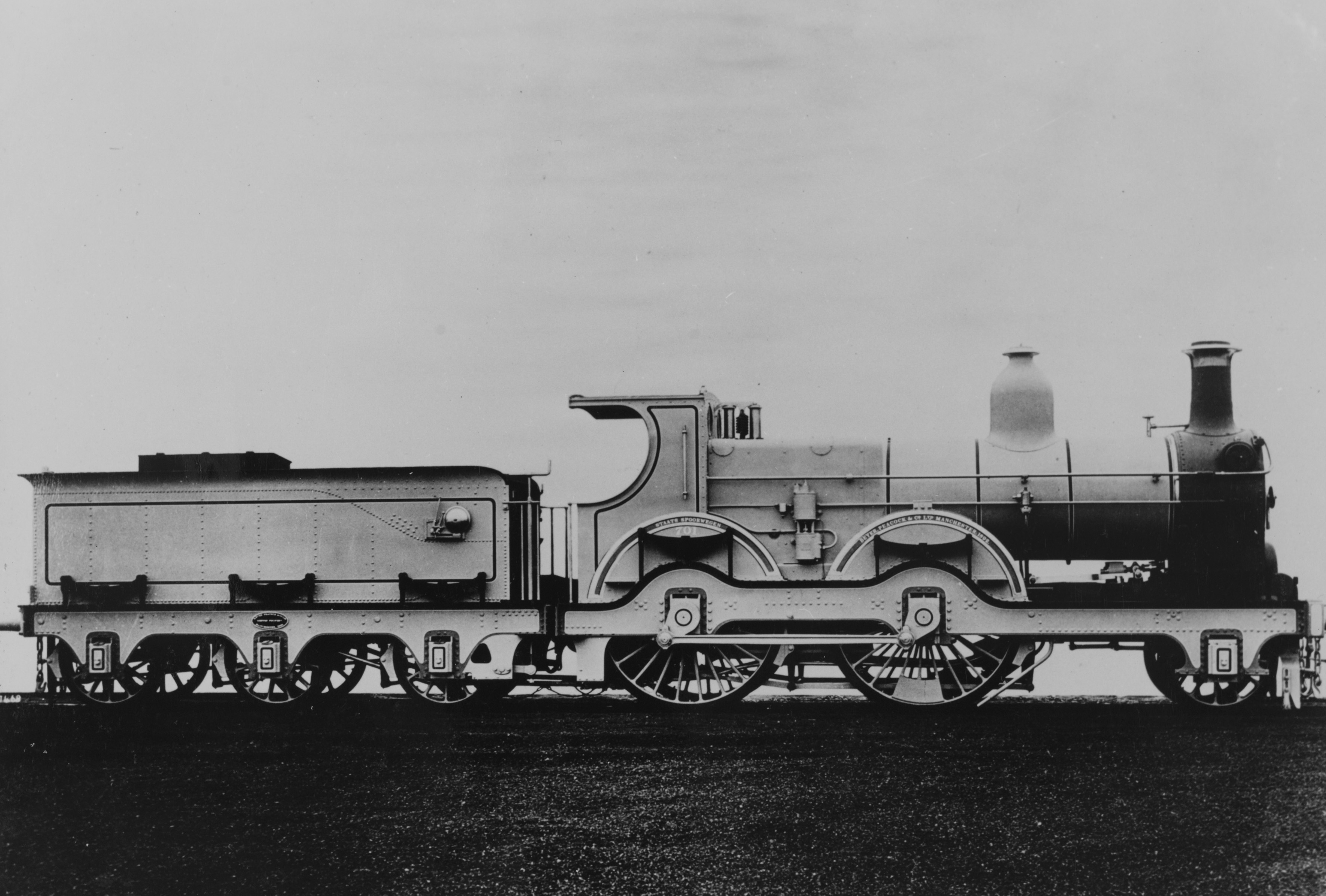
Photo constructeur de la 479, ultime de la série.
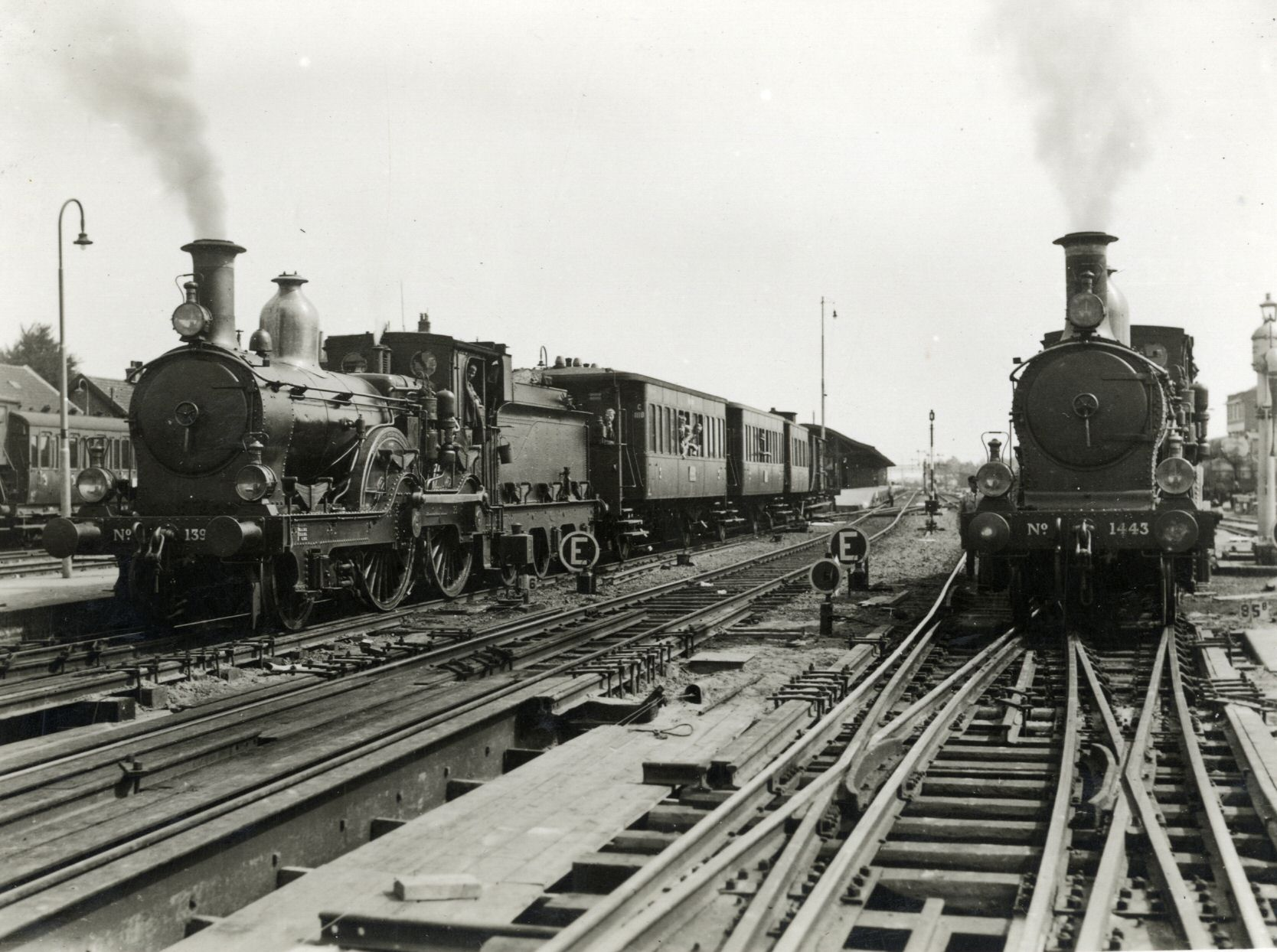
Deux série 1300/1400 à Appledoorn en 1930.
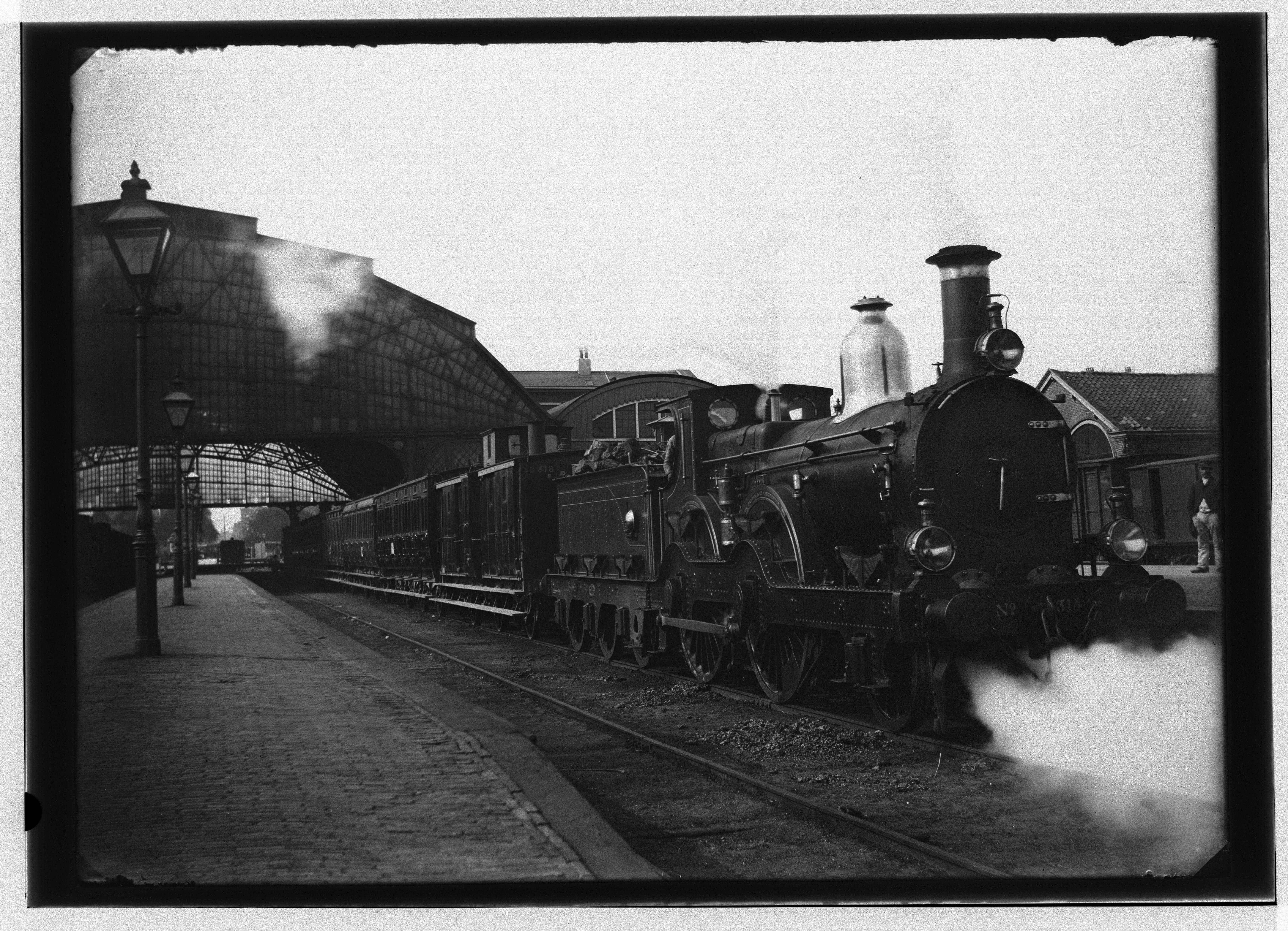
N°314 à Amsterdam Weesperpoort en 1891.
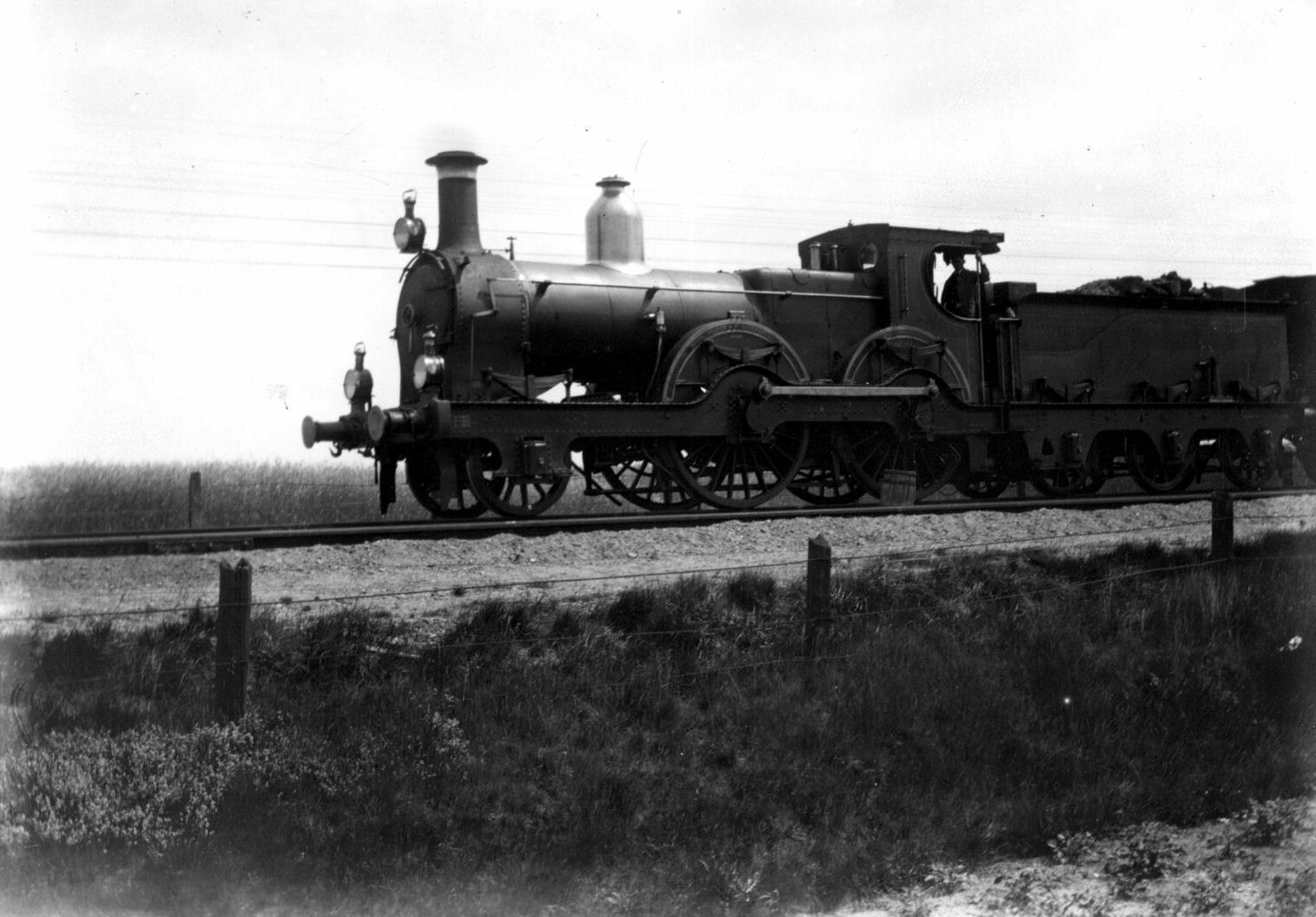
Exemplaire non-identifié entre 1910 et 1920.